# Magan (land)

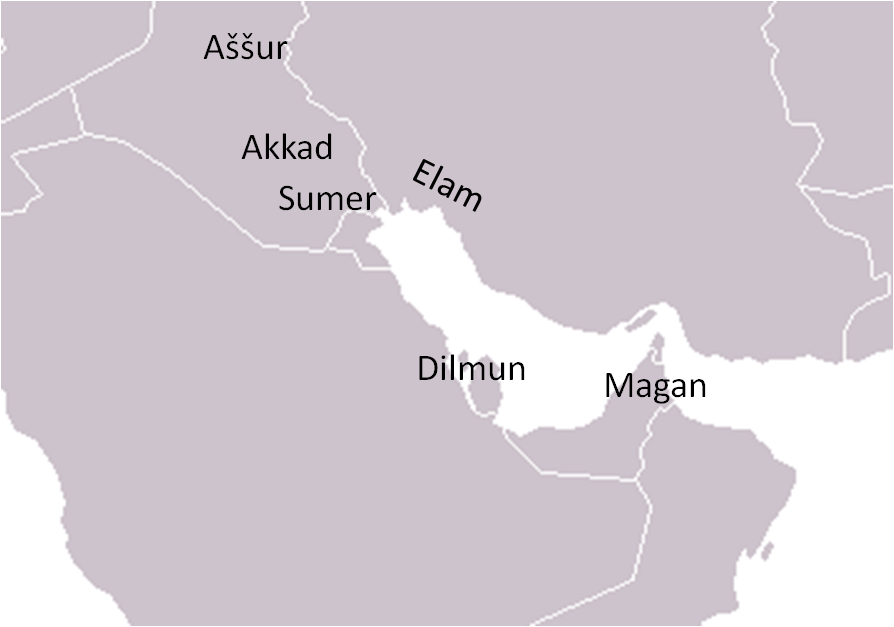
Locatie van Magan

Magan is een overzees land waarmee de inwoners van Sumer en Akkad regelmatig handelscontacten onderhielden.

## Identificatie
Magan is waarschijnlijk te identificeren met het huidige Oman en de emiraten. Rond 640 v.Chr. is er een inscriptie in Nineve die vermeldt dat een zekere koning Pade van het land Qade schatting zond aan Assurbanipal. Pades hoofdstad wordt ook vermeld, nl. Iz-ki-e. In het huidige Oman is er een oude stad Izki die daarmee overeenkomt. Het land Qade is ook bekend uit drietalige inscripties uit de tijd van Darius de Grote, waarin Akkadisch Qade vertaald wordt in Oud-Perzisch Maka en Elamitisch Makkash. Het is bekend dat dit overeenkomt met Sumerisch Magan. Hiermee is de identificatie Magan met Oman en/of de Verenigde Arabische Emiraten zo goed als zeker.

## Lokale opgravingen
Magan wordt vermeld als plaats waar belangrijke grondstoffen vandaan kwamen Op de inscripties van de tempel van Ningirsu in Girsu wordt bijvoorbeeld vermeld dat er edelstenen gevonden werden. Elders wordt vermeld dat het een bron van koper was. Opgravingen in Tell Abraq dat destijds op de kust lag van wat nu de grens tussen de emiraten Sjarjah en Umm al-Qaiwain is laten zien dat er koper tot brons verwerkt werd.
In Magan zijn op een enkel teken na geen spijkerschriftinschriften gevonden. Wel vindt men er sporen van het schrift van Harappa en tekens die in verband geracht worden met het lineaire Elamitische of proto-Elamitische schrift van rond de 21e eeuw v.Chr.

## Vroege contacten
Van zowel Manishtusu en Naram-Sin is bekend dat zij expedities naar Magan zonden. Gudea liet zwart dioriet uit Magan aanrukken om er een aantal standbeelden van zichzelf uit te laten houwen. Hij schrijft daarover:

Van het bergland Magan haalde hij dioriet en vormde het tot dit beeld
"Leven is mij toebedeeld" noemde hij het en bracht het in het "huis vijftig", (de tempel).
...
Beeld, zeg aan mijn heer:
 "Toen ik het 'huis vijftig' bouwde, zijn geliefde tempel, maakte ik alle schuld goed en 'waste ik alle handen'"

De koningen van Ur III hadden nauwe betrekkingen met Magan. Shulgi bijvoorbeeld ontving een schatting in de vorm van goudstof. En in 2042 stuurde de gouverneur (ensi) van Magan, Nadu-beli ene Wedum als afgezant naar de koning van Ur.. Rond 2000 stuurde de tempel van Nanna de zeevaarder Lu-Enlilla met wollen stoffen naar Magan om ze te verhandelen tegen kralen, ivoor en de -klaarblijkelijk vermaarde- uien van Magan.
Na deze tijd overvleugelt Dilmun Magan als handelsmacht. Vanaf het begin van het tweede millennium v.Chr. verdwijnt de term Magan uit Mesopotamische documenten en vondsten op het eiland Sir Bani Yas op de kust van westelijk Abu Dhabi, laten zien dat de Dilmunieten er een handelspost vestigen. 